# 烈士遗属优待证
烈士遗属优待证是中华人民共和国民政部门發給的一種烈士遗属（烈属）認證，在各地方民政局辦理，需要烈属本人提出书面申请。持证人搭乘公交和参观观瞻场所等有优待。

## 資格
烈士的父母、配偶、子女、依靠烈士生前供养的未满18周岁的弟妹、抚养烈士长大的其他亲属。